# Cuajada
La cuajada (en vasco Mamia) es un producto lácteo, de textura cremosa y gelatinosa, elaborado con leche cruda coagulada por acción del cuajo. Es un postre originario de Navarra y típico de la gastronomía del norte de España, cuyo consumo se ha extendido en toda la península ibérica y algunos países de Latinoamérica. 
Se denomina así por los cristales de hielo, la nieve recordada a la textura y color de los copos de nieve al cuajar en los meses de invierno.
Tradicionalmente se elaboraba en un recipiente similar a una jarrita o vaso de cerámica o barro llamado kaiku y se utiliza leche de oveja, aunque actualmente a nivel comercial es habitual el uso de leche de vaca.
La cuajada se consume habitualmente como postre y tiene un valor nutricional similar al de la leche.
Se puede endulzar con azúcar o miel, y añadir nueces, pasas o trocitos de fruta. 